# Henrik Sundström (politiker)

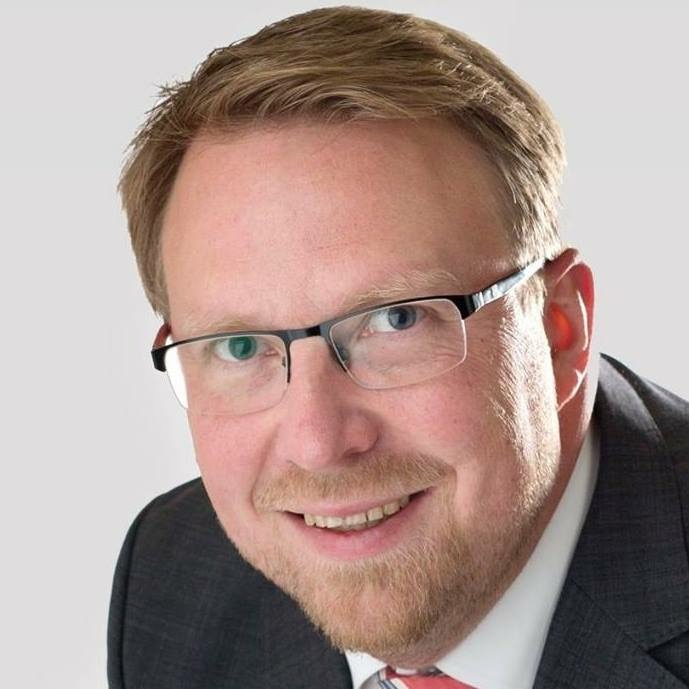
Henrik Sundström år 2017.

Claes Henrik Sundström, född 8 mars 1973 i Brastads församling i Göteborgs och Bohus län, är en svensk moderat region- och kommunalpolitiker och advokat. Han är kommunalråd i Uddevalla kommun sedan 2023, efter att tidigare haft samma uppdrag mellan maj 2012 och december 2014.

## Uppväxt och utbildning
Henrik Sundström är uppvuxen i Uddevalla, utbildad jurist vid Handelshögskolan vid Göteborgs universitet.

## Arbetsliv
Sedan januari 2015 är han åter verksam som advokat i Uddevalla.

## Politik
Sundström var länsförbundsordförande för moderaterna i Bohuslän fram till att länsförbundet uppgick i det nybildade länsförbundet för Västra Götaland i januari 2016.
I december 2017 offentliggjorde Henrik Sundström att han kandiderar till Europaparlamentet i valet 2019.
När moderaternas partiråd i november 2018 fastslog sin EU-lista uppmärksammades främst att Corazza Bildt petades. På EU-listan hade Henrik Sundström placerats på plats 25.
Därefter förde Henrik Sundström en personvalskampanj bland annat på sociala medier som även har uppmärksammats i media. I valet blev Sundström, efter toppnamnet på listan Tomas Tobé, den mest kryssade Moderatpolitikern med 17 992 röster. Eftersom detta endast utgjorde 2,57% av Moderatrösterna räckte inte rösterna för att bli invald på personkryss.

## Övrigt
Henrik Sundström har även publicerat flera texter på den kommenterande nyhetssajten Ledarsidorna.